# Human Genome Organisation
L'Organització del Genoma Humà (The Human Genome Organistation -HUGO-) és una organització dins del Projecte del Genoma Humà, el qual té com a objectiu descobrir el genoma humà. Es va fundar el 1989 amb una organització internacional. El seu Comitè de Nomenclatura (HGNC Arxivat 2005-09-01 a Wayback Machine.) assigna un únic nom i símbol per cadascun dels gens humans.